# Negușevo, Sofia
Negușevo (în bulgară Негушево) este un sat în comuna Gorna Malina, regiunea Sofia,  Bulgaria. 

## Demografie
Componența etnică a satului Negușevo
     Bulgari (95,55%)
     Nicio identificare (4,44%)
     Altele (0%)
La recensământul din 2011, populația satului Negușevo era de 180 locuitori. Din punct de vedere etnic, majoritatea locuitorilor (95,55%) erau bulgari. Pentru 4,44% din locuitori nu este cunoscută apartenența etnică.